# Llei de consultes populars no referendàries i d'altres formes de participació ciutadana
La Llei 10/2014, de consultes populars no referendàries i d'altres formes de participació ciutadana, també coneguda com a Llei de consultes populars no referendàries, és una llei que desenvolupa l'article 122 sobre consultes populars de l'Estatut d'Autonomia de Catalunya. La llei permet als poders polítics de Catalunya fer consultes a la ciutadania amb l'objectiu de conèixer la seva opinió sobre una determinada actuació o política pública. La llei va ésser aprovada pel Parlament de Catalunya el 19 de setembre de 2014 amb el suport dels diputats de CiU, ERC, ICV-EUiA, CUP i PSC, fent un total per 106 vots a favor i 28 en contra. La llei fou publicada al Diari Oficial de la Generalitat de Catalunya el 27 de setembre de 2014.
El dia 29 de setembre el Govern d'Espanya va presentar un recurs d'inconstitucionalitat en contra de determinats articles d'aquesta llei. A la vesprada del mateix dia es van reunir de manera extraordinària els magistrats del Tribunal Constitucional d'Espanya admetent el recurs a tràmit i deixant en suspensió els preceptes recorreguts de la llei a l'espera d'una sentència definitiva.

## Història
La possibilitat de dotar als poders polítics de Catalunya amb una llei com aquesta es va recollir en l'article 122 sobre consultes populars de l'Estatut d'Autonomia de Catalunya de 2006. Una primera llei, la Llei 4/2010, de 17 de març, de consultes populars per via de referèndum, va ser impugnada pel Govern d'Espanya, i declarada en bona part inconstitucional pel Tribunal Constitucional, en la seva sentència del 10 de maig de 2017.

### Projecte de llei
El 19 de març de 2014 la proposició de Llei de consultes s'admeté a tràmit al Parlament de Catalunya amb el suport de CiU, ERC, PSC, ICV-EUiA i la CUP.
El 22 d'agost de 2014, el Consell de Garanties Estatutàries de Catalunya va emetre un dictamen que validava de manera íntegra el text de la proposició de llei, verificant que el seu contingut s'ajusta a l'Estatut de Catalunya i a la Constitució Espanyola. Tot i així, quatre dels nou membres del Consell de Garanties Estatutàries van emetre vots particulars deguts a discrepàncies amb el dictamen.

#### Oposició al projecte de llei
La vicepresidenta del Govern d'Espanya, Soraya Sáenz de Santamaría, va manifestar a l'octubre de 2012 l'oposició a qualsevol possibilitat de consulta convocada per una Comunitat Autònoma. Va argüir que l'article 92 de la Constitució Espanyola estableix que la competència exclusiva per convocar referèndums consultius la té el Rei d'Espanya a proposta del President del Govern d'Espanya, amb prèvia autorització del Congrés dels Diputats. Igualment va invocar l'article 149.1.32 de la Constitució, que atribueix a l'Estat la competència per a l'«autorització per a la convocatòria de consultes populars per via de referèndum». El Govern recorda la doctrina del Tribunal Constitucional d'Espanya sobre la matèria, que considera que el referèndum és un procediment excepcional que està limitat als casos previstos expressament en la Constitució i que no hi ha consultes populars diferents d'aquest.

### Aprovació de la llei
El 19 de setembre de 2014, la llei va ser aprovada en un ple extraordinari del Parlament de Catalunya amb aquest únic punt a l'ordre del dia. L'aprovació de la llei va aixecar molta expectació i fins a 300 periodistes van ser acreditats per a l'acte. La llei va comptar amb un ampli suport, van votar-hi a favor els diputats de CiU, ERC, ICV-EUiA, CUP, PSC i el diputat no adscrit Joan Ignasi Elena fent un total de 106 vots i van votar-hi en contra els diputats de PPC i Ciutadans, fet un total de 28 vots. Centenars de persones es van reunir a les portes del Parlament per a donar suport i celebrar l'aprovació de la llei.

### Recurs d'inconstitucionalitat
El 27 de setembre de 2014 la vicepresidenta del Govern d'Espanya, Soraya Sáenz de Santamaría, a raó que el President de la Generalitat Artur Mas utilitzes aquesta llei per a convocar la Consulta popular no referendària sobre el futur polític de Catalunya pel 9 de novembre del 2014, va manifestar que amb la petició del preceptiu informe a Consell d'Estat, el govern havia iniciat els tràmits per presentar un recurs d'inconstitucionalitat al Tribunal Constitucional d'Espanya contra la Llei de consultes de Catalunya i contra el decret de convocatòria de la consulta del 9-N que s'hi emparava.
El dia 29 de setembre el Govern d'Espanya va presentar un recurs d'inconstitucionalitat contra els articles 3 a 39 i les disposicions transitòries primera i segona, i la disposició final primera d'aquesta llei. A la vesprada del mateix dia es van reunir de manera extraordinària els magistrats del Tribunal Constitucional d'Espanya admetent el recurs a tràmit i deixant en suspensió els preceptes recorreguts de la llei fins a l'emissió d'una sentència definitiva.
Malgrat la suspensió de la llei, es va realitzar posteriorment de totes maneres el procés participatiu del 9 de novembre, amb la victòria de l'opció del Si-Si.

## Descripció de la llei

### Objecte de la llei
| « | L'objecte d'aquesta llei és l'establiment del règim jurídic, les modalitats, el procediment, l'acompliment i la convocatòria dels mecanismes de les consultes populars no referendàries i d'altres formes i mecanismes de participació ciutadana institucionalitzada en l'àmbit competencial de la Generalitat i dels ens locals. | » |
| — Article 1 de la Llei de consultes populars no referendàries i d'altres formes de participació ciutadana | |   |

### Promotors
El president de la Generalitat, el Govern, el Parlament de Catalunya i les institucions locals poden promoure una consulta. També poden fer-ho les persones a través d'una iniciativa ciutadana. Per a demanar una consulta popular no referendària per iniciativa ciutadana en l'àmbit de Catalunya, calen les signatures vàlides de 75.000 persones cridades a participar.

### Efectes
Les consultes, com els referèndums consultius, tenen un caràcter no vinculant. Tanmateix els poders públics s'hi han de pronunciar a tot tardar dos mesos després d'haver-se celebrat.

### Objecte de la consultes
Les consultes poden tenir una o més preguntes o propostes per tal que les persones legitimades puguin respondre de manera afirmativa, negativa o en blanc. Es poden formular consultes sobre diferents propostes alternatives, que han d'ésser mútuament excloents,
per tal que se'n voti una. Oimés, han d'ésser formulades de manera neutra, clara i inequívoca.

### Comissió de Control
La Comissió de Control és l'òrgan encarregat de vetllar perquè les consultes s'ajustin als principis, regles i requisits que estableix aquesta llei i perquè es duguin a terme amb ple respecte al procediment que estableix i a les regles específiques de la convocatòria. Exerceix, per tant, unes funcions semblants a les de la Junta Electoral, i es compon de set juristes i politòlegs de prestigi reconegut elegits per majoria de tres cinquenes parts dels diputats del Ple del Parlament.

### Cens
El cens de les consultes està format pels catalans majors de 16 anys inclosos en el Registre de participació en consultes populars no referendàries que inclou el Registre de la població de Catalunya de l'Institut d'Estadística de Catalunya, el Registre de catalans i catalanes residents a l'exterior i d'altres registres públics determinats per les regles específiques de la convocatòria. Els estrangers s'han de registrar per votar, un cop convocada la consulta. Ho podran fer els europeus que acreditin un any de residència i els ciutadans de tercers països una residència de tres anys.

### Campanya
La campanya comença immediatament després de signar el corresponent decret de convocatòria, i es pot allargar fins a la mateixa jornada de votació atès que no hi ha jornada de reflexió. L'administració i els mitjans públics hauran de cedir espais gratuïts a la campanya i als debats.

### Meses de les consultes
Les meses de les consultes les formen un president o presidenta i dues persones que l'ajuden en la gestió de la votació. S'elegeixen per sorteig públic entre el registre de participants, però hi podran renunciar sense penalització sempre que hi renunciïn amb antelació.

### Altres formes de participació
A més de les consultes populars no referendàries, la llei regula altres mecanismes de participació ciutadana: les enquestes, les audiències públiques i els fòrums de participació.